# Kostel svatého Václava (Harrachov)
Kostel svatého Václava, mučedníka je empírový farní kostel v Harrachově. Stavba je kulturní památkou.

## Historie

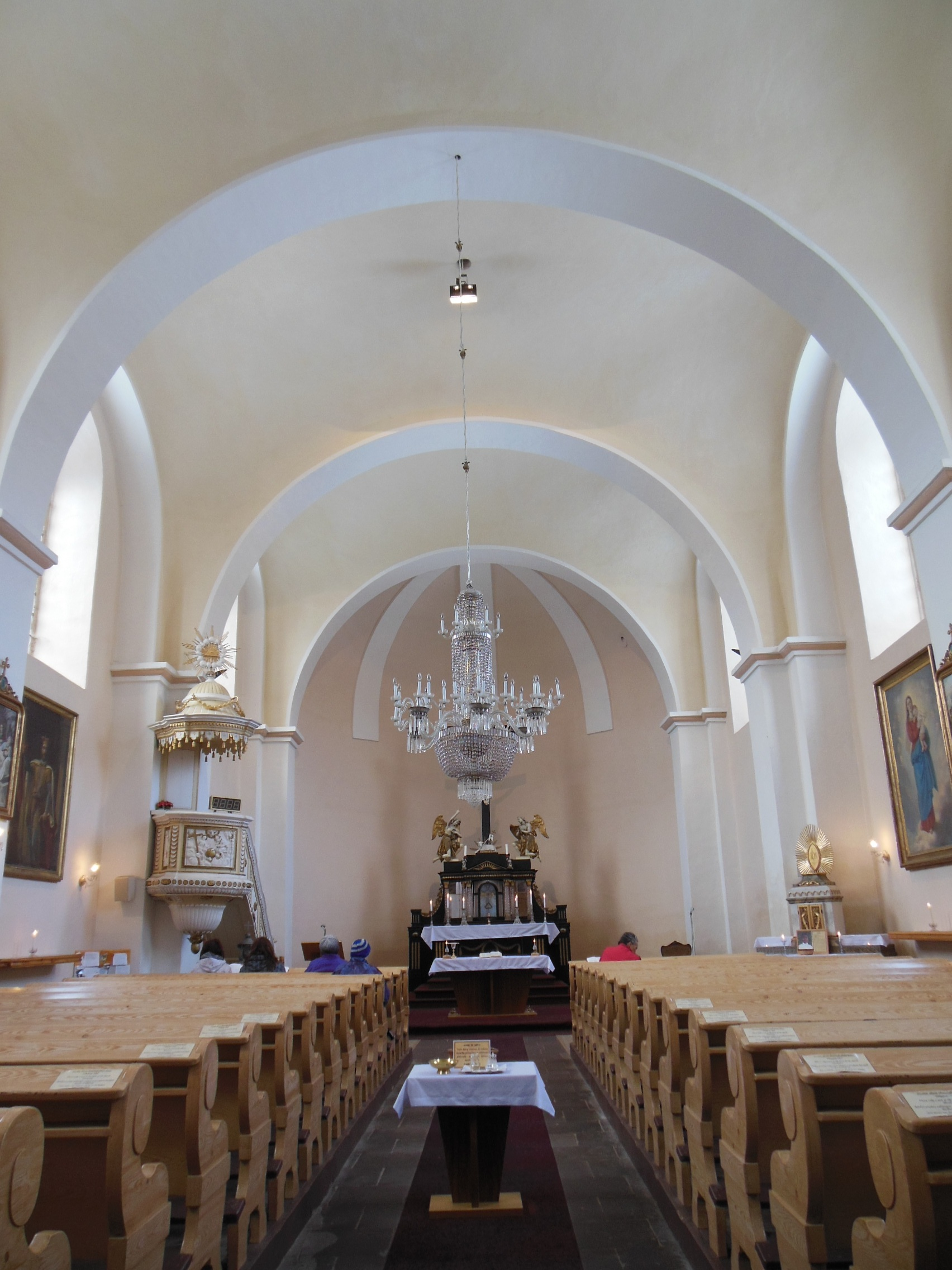
Interiér kostela

Na místě současného kostela byla v roce 1730 postavena dřevěná kaple. V roce 1788 místo ní vznikl dřevěný kostel. Kvůli rozvíjejícímu se městu, sklářské výrobě a patronátu hrabat Harrachů se brzy objevily myšlenky na stavbu nového, kamenného kostela. Současný kamenný kostel byl postaven v letech 1822 až 1828. V roce 1864 zde byl instalován empírový oltář.
Během první světové války byly původní tři zvony zrekvírovány pro válečné účely. V roce 1922 byl kostel osazen novými zvony, avšak roku 1942 byly tyto zvony opět zrekvírovány. Dalších 80 let zůstal chrám bez zvonů. V květnu 2022 byly do kostela instalovány tři nové zvony z dílny Petra Rudolfa Manouška, na které přispěli i lidé ve sbírce.

## Popis
Empírovému kostelu dominuje hranolová hodinová věž se zvonicí. Kostel však není v současnosti osazen zvony. Fasádu kostela zdobí širší lizény, mezi nimiž jsou půlkruhově zakončená okna. Na loď zaklenutou plackami navazuje presbytář, který je také zaklenut plackou.
Významnou součástí interiéru je velký skleněný lustr z roku 1828 a částečně skleněný oltář z roku 1864. Obě součásti byly vyrobeny v harrachovských sklárnách. Dvoumanuálové mechanické varhany postavil Johann Anton Barth z Dolní Olešnice v roce 1826.